# Mia Nygaard Hansen
Mia Nygaard Hansen (født 19. marts 1981 i Fredericia) er en dansk håndboldmålmand, der i sæsonen 2013/14 spiller for Fredericia HK. Hun har tidligere spillet i Team Esbjerg 